# Talpidae
As toupeiras (também ditas cava-terras ou ratos-cegos) são pequenos mamíferos adaptados a um estilo de vida subterrâneo. Eles têm corpos cilíndricos, pelagem aveludada, olhos e ouvidos muito pequenos e imperceptíveis, membros posteriores reduzidos e membros anteriores curtos e fortes com grandes patas adaptadas para cavar. O termo "toupeira" é especialmente e mais corretamente usado para "toupeiras verdadeiras" da família Talpidae na ordem Eulipotyphla encontrado na maior parte da América do Norte, Ásia e Europa; mas também pode referir-se a outros mamíferos completamente distintos da Austrália e sul da África, que também evoluíram o plano corporal das toupeiras; ele não é comumente usado para alguns talpídeos, como desmanes e as toupeiras-musaranho, que não se encaixam na definição comum de "toupeira".

## Características

### Respiração subterrânea
Foi constatado que as toupeiras são capazes de tolerar níveis mais elevados de dióxido de carbono que outros mamíferos, porque as suas células do sangue têm uma forma especial de hemoglobina, que tem uma maior afinidade para o oxigênio do que outras formas. Além disso, as toupeiras utilizam o oxigênio de forma mais eficaz através da reutilização do ar exalado, e, como resultado, são capazes de sobreviver em ambientes de oxigênio reduzido tais como o tocas subterrâneas.

### Polegares adicionais

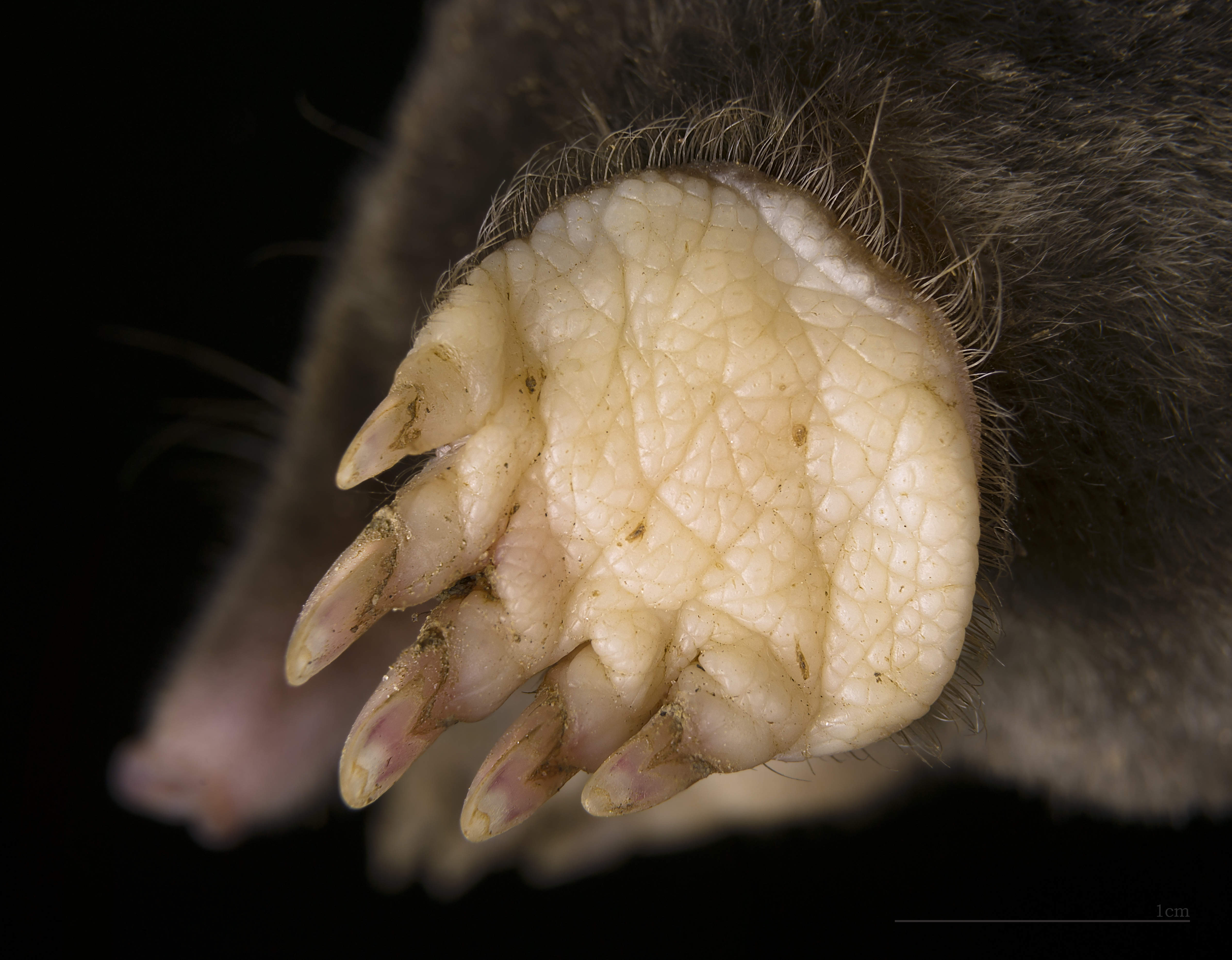
Pata de toupeira

As toupeiras têm patas anteriores polidactas; cada pata tem um polegar extra (chamado prepollex) ao lado do polegar regular. Enquanto os outros dígitos da toupeira têm várias articulações, o prepollex tem um único osso em forma de foice que se desenvolve mais tarde e de forma diferente dos outros dedos durante a embriogênese a partir de um osso sesamoide modificado do pulso, que evoluiu de forma independente, mas semelhante do polegar do panda gigante. Este dígito supranumerário é específico da espécia, como não está presente em musaranhos, os parentes mais próximos das toupeiras. Esteróides androgênicos são conhecidos por afetar o crescimento e formação dos ossos, e é possível que haja uma conexão entre este traço e o aparato genital "masculino" presente em fêmeas de muitas espécies de toupeiras (gônadas com tecidos testiculares e ovarianos).

## Dieta
A dieta das toupeiras consiste principalmente de minhocas e outros pequenos invertebrados encontrados no solo, e uma variedade de nozes e amêndoas. Os túneis de toupeira são, na realidade, "armadilhas de minhoca": a toupeira percebe quando uma minhoca cai no túnel e rapidamente corre para matar e comê-la. Como a sua saliva contém uma toxina que pode paralisar as minhocas, as toupeiras são capazes de armazenar suas presas ainda vivas para consumo posterior. Toupeiras constroem um tipo especial de "despensa" subterrânea exatamente para este fim; pesquisadores descobriram tais despensas com mais de mil minhocas armazenadas.
A toupeira-nariz-de-estrela pode detectar, capturar e comer alimentos mais rápido do que o olho humano pode seguir.

## Reprodução
A época de reprodução da toupeira depende da espécie, mas geralmente é de fevereiro a maio. Machos procuram as fêmeas toando guinchos agudos e fazendo túneis em áreas desconhecidas.
O período de gestação de toupeiras Scalopus aquaticus é de cerca de 42 dias. De três a cinco filhotes nascem, mormente em março e início de abril.
Toupeiras de Townsend se reproduzem entre fevereiro e março, e os 2 a 4 filhotes nascem entre março e abril depois de um período de gestação de cerca de 1 mês. A Toupeira de Townsend se encontra ameaçada de extinção nos Estados Unidos e Canadá.
Os filhotes saem do ninho de 30 a 45 dias após o nascimento para encontrar territórios para si.

## Estrutura Social
As toupeiras são criaturas solitárias, se reunindo apenas para acasalar. Territórios podem se sobrepor, mas toupeiras evitam umas às outras, e os machos podem lutar ferozmente quando se encontram.

## Classificação

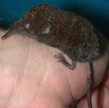
Uropsilus

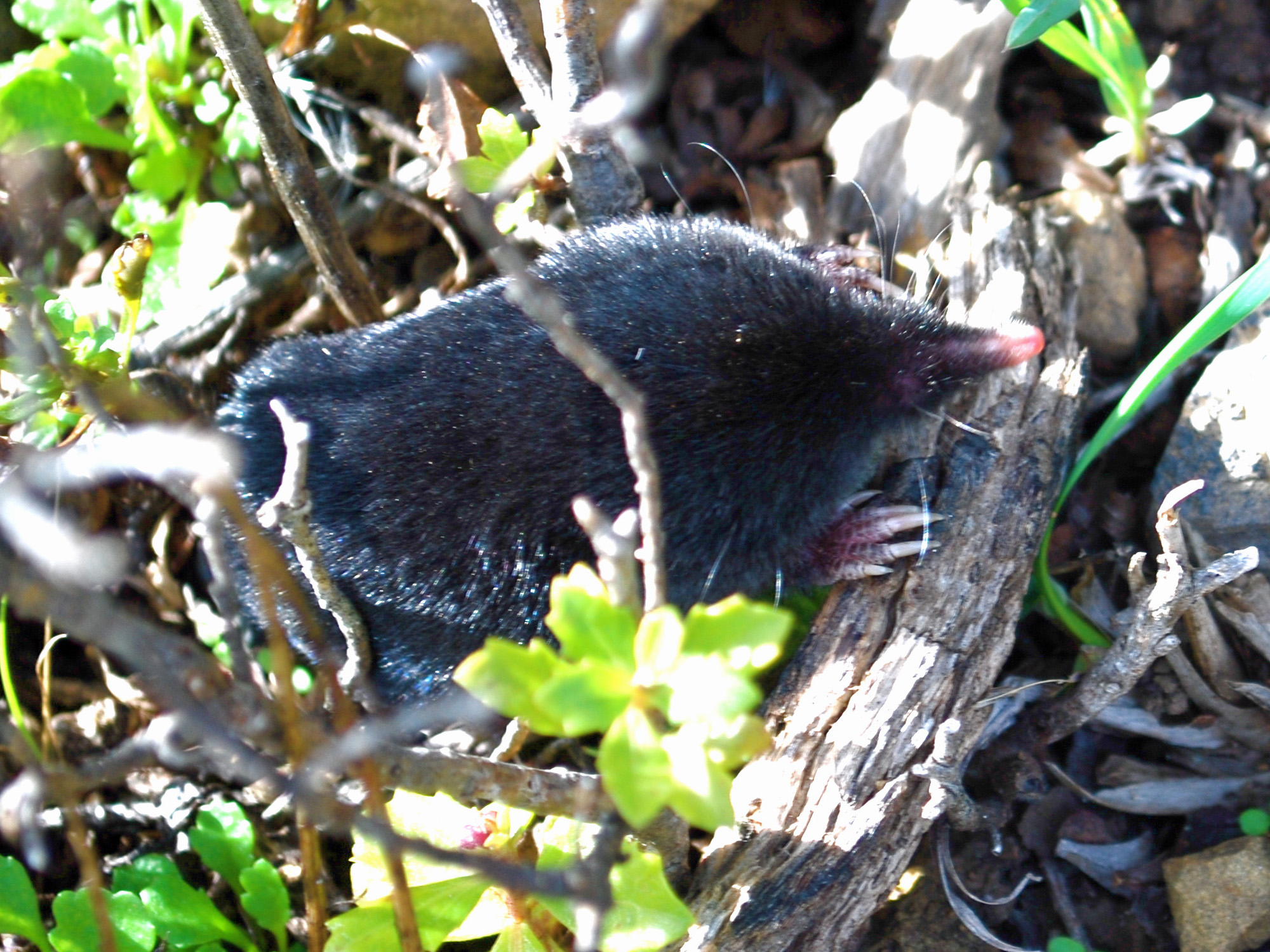
Scapanus latimanus

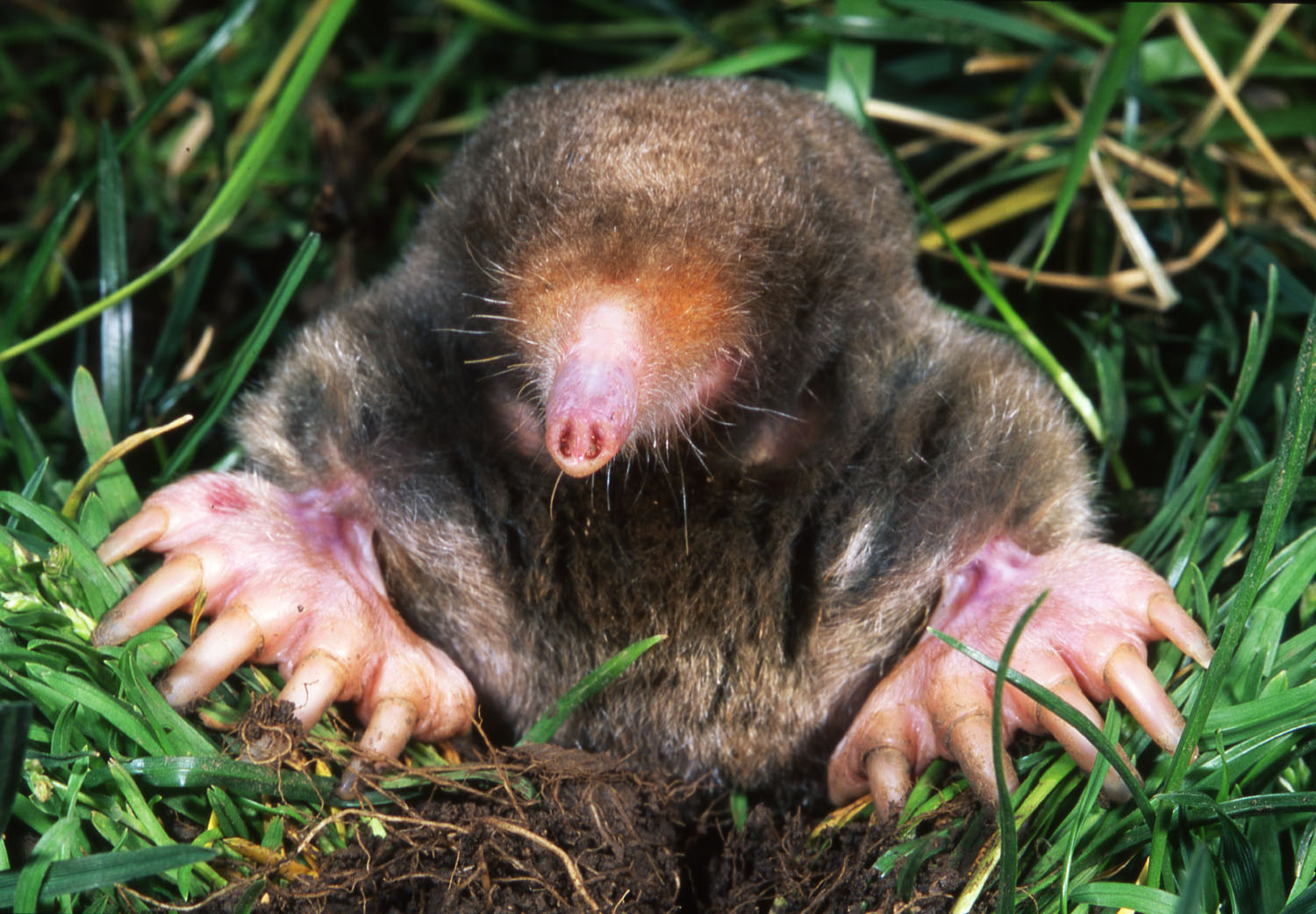
Scalopus aquaticus

A família Talpidae contém todas as toupeiras verdadeiras e alguns de seus parentes próximos. Desmanes, que são Talpidae mas normalmente não são chamados de "toupeiras", não são mostrados abaixo, mas pertencem à subfamília Talpinae. As espécies chamadas de "toupeira-musaranho" representam uma forma intermediária entre as toupeiras e os seus antepassados musaranhos, e, como tais, não podem ser completamente descritos pelo artigo.
Por outro lado, não há relação monofilética entre toupeiras e ouriços, ambos os quais foram previamente colocado na ordem abandonada Insectivora. Como resultado, os Soricomorpha (animais semelhantes ao musaranho, incluindo toupeiras), anteriormente considerados entre os Insectivora, foram elevados ao nível de uma ordem.
Família Talpidae G. Fischer, 1814
- Subfamília Scalopinae Gill, 1875
  - Tribo Condylurini Gill, 1875
    - Gênero Condylura Illiger, 1811

  - Tribe Scalopini Gill, 1872
    - Gênero Parascalops True, 1894
    - Gênero Scalopus É. Geoffroy, 1803
    - Gênero Scapanulus Thomas, 1912
    - Gênero Scapanus Pomel, 1848
- Subfamília Talpinae G. Fischer, 1814
  - Tribo Desmanini Thomas, 1912
    - Gênero Desmana Güldentaedt, 1777
    - Gênero Galemys Kaup, 1829

  - Tribo Neurotrichini Hutterer, 2005
    - Gênero Neurotrichus Günther, 1880

  - Tribo Scaptonychini Van Valen, 1967
    - Gênero Scaptonyx Milne-Edwards, 1872

  - Tribo Talpini G. Fischer, 1814
    - Gênero Euroscaptor Miller, 1940
    - Gênero Mogera Pomel, 1848
    - Gênero Parascaptor Gill, 1875
    - Gênero Scaptochirus Milne-Edwards, 1867
    - Gênero Talpa Linnaeus, 1758

  - Tribo Urotrichini Dobson, 1883
    - Gênero Dymecodon True, 1886
    - Gênero Urotrichus Temminck, 1841
- Subfamília Uropsilinae Dobson, 1883
  - Gênero Uropsilus Milne-Edwards, 1871

## Outras "toupeiras"
Enquanto que muitos grupos de animais subterrâneos (pichiciego menor, tuco-tuco, ralo, e tatuíras) desenvolveram semelhanças físicas próximas com toupeiras devido à evolução convergente, dois destes são tão semelhantes a verdadeiras toupeiras, que são comumente chamados e pensado como "moles" em inglês comum, apesar de que eles não possuírem qualquer relação com a toupeira verdadeira ou um com o outro. Estes são as toupeiras-douradas da África meridional e as toupeiras-marsupiais da Austrália. Embora difícil de fazer a distinção, eles são mais facilmente distinguíveis das toupeiras verdadeiras por manchas semelhantes a uma pá em seus narizes, que eles usam em conjunto com suas curtas patas anteriores para nadar através solos arenosos.

## Interação com humanos

### Peles

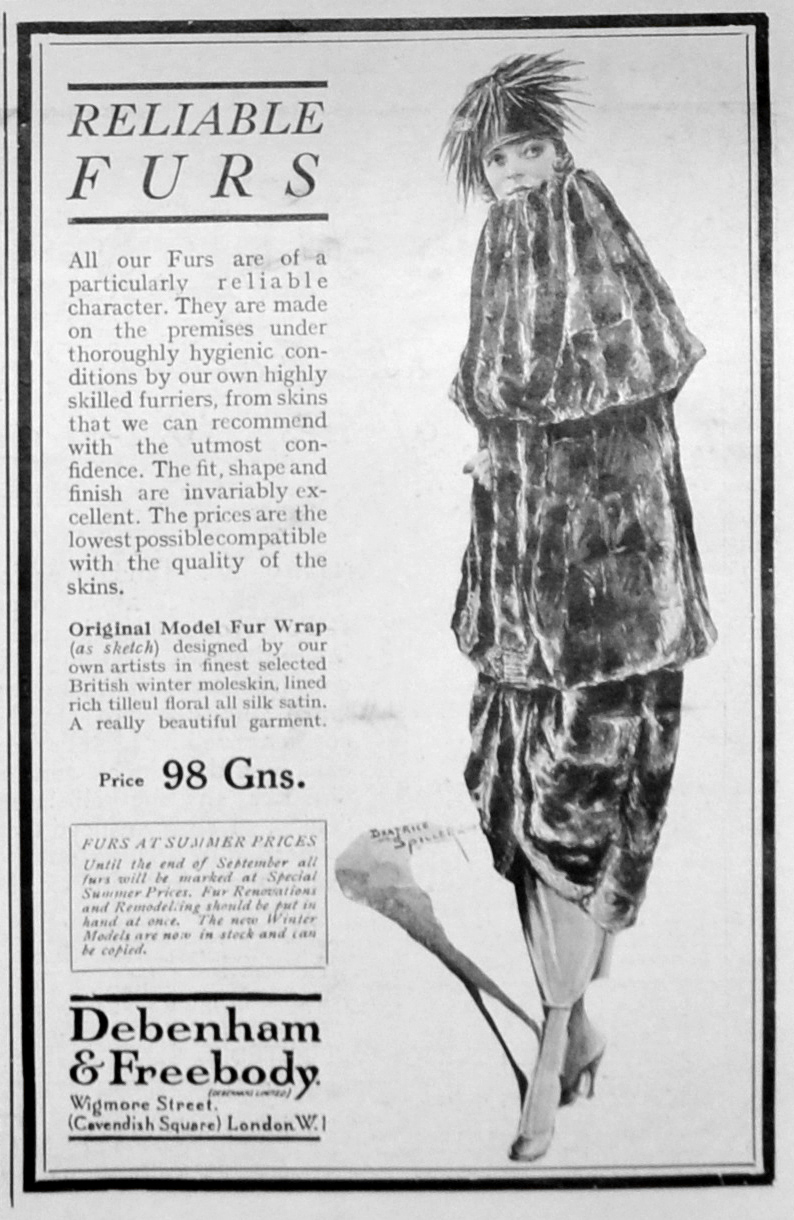
Propaganda na revista Illustrated Sporting and Dramatic News, 1921

Peles de toupeira possuem uma textura aveludada não encontrada em animais de superfície. Animais de superfície tendem a possuir pelagem mais longa com uma tendência a serem voltados em alguma direção natural, mas, para facilitar seu estilo de vida subterrâneo, peles de toupeiras são curtos e muito densos e não possuem direção. Isto facilita para que os animais se movimentem para trás no subsolo, de modo que sua pelagem não é "escovada" na direção errada pela terra. O couro é extremamente macio e maleável. A rainha Alexandra, mulher de Eduardo VII do Reino Unido, encomendou uma veste de pele de toupeira iniciando uma moda que gerou uma demanda pela pele, desta forma convertendo o que fora um grave problema de peste na Escócia em uma indústria lucrativa para o país. Centenas de peles são cortadas em retângulos e costuradas para fazer um casaco. A cor natural é chamada em inglês de taupe, (derivada do substantivo francês taupe, que quer dizer "toupeira"), mas pode ser tingida de qualquer cor.

### Status de praga

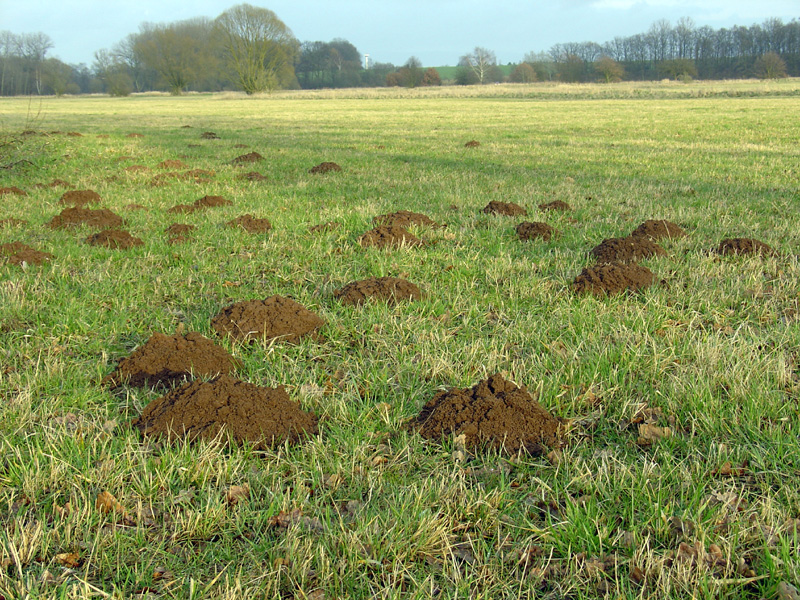
Tocas de toupeira no leste da Boêmia

Toupeiras são consideradas pragas agrícolas em alguns países, enquanto que em outros, como a Alemanha, são uma espécie protegida, mas podem ser abatidas com autorização. Problemas causados por toupeiras incluem a contaminação da silagem com partículas de solo, a tornando impalatável para o gado, a cobertura do pasto com solo escavado, reduzindo o seu tamanho e rendimento, danos ao maquinário devido à exposição a pedras, danos a plantas jovens pela perturbação do solo, invasão de ervas daninhas no pasto pela exposição do solo arado, e danos aos sistemas de drenagem a cursos fluviais. Outras espécies tais como mustelas e ratos-do-campo podem utilizar túneis de toupeira para ganharem acesso a áreas cercadas ou raízes de plantas.
Toupeiras se enterram levantando pequenos montes de terra, matando partes de gramados. Eles podem prejudicar raízes, indiretamente causando danos ou morte das plantas. Toupeiras não comem as raízes das plantas.

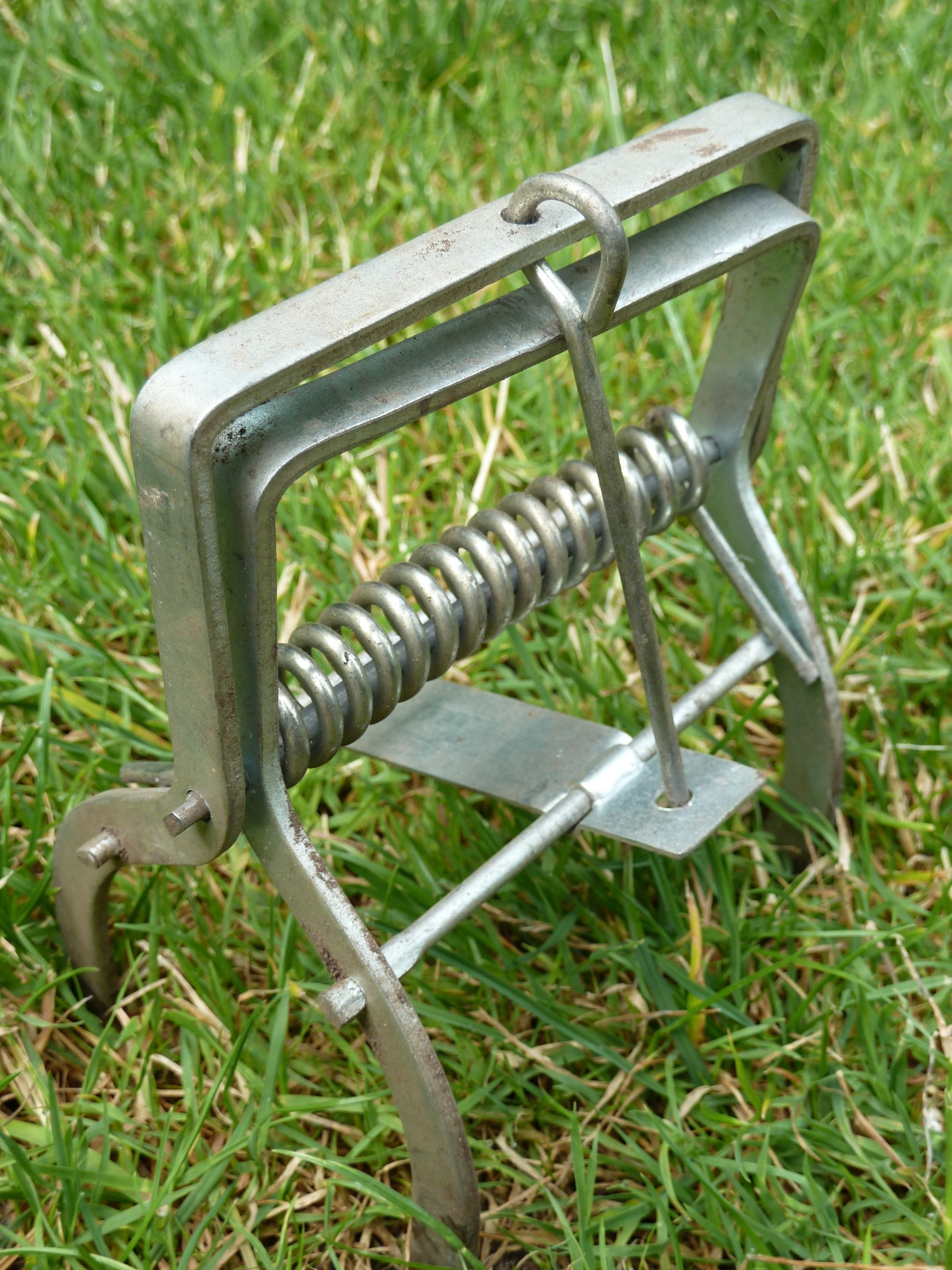
Uma armadilha de toupeira

Toupeiras são controladas com armadilhas incluindo pega-toupeiras, bombas de fumaça e venenos tais como carbeto de cálcio. Estricnina também já foi usada para este fim no passado. O método mais comum hoje é a Fosfotina ou tabletes de Talunex. Estes contém fosfeto de alumínio e são inseridos nas tocas de toupeira, onde se convertem em gás de fosfina (não confundir com gás fosgênio). Mais recentemente, gás nitrogênio se mostrou eficiente para abater toupeiras, com o benefício adicional de não possuir efeito poluidor ao meio ambiente, além de permitir um abate mais indolor ao animal.
Outras medidas defensivas comuns incluem fezes de gatos e farinha de sangue para afastar a toupeira, ou fumaçar suas tocas. Dispositivos também são vendidos que prendem a toupeira em sua toca, e quando se vê que o monte de terra na entrada da toca está se movendo, indicando a localização do animal, se pode abatê-lo com algum instrumento perfurante. Armadilhas humanizadas que capturam a toupeira viva para que possa ser transportada também são opções.
No entanto, em muitos jardins, o dano causado pelas toupeiras ao gramado é predominantemente visual, podendo ser desfeito com a simples remoção do monte de terra quando estes aparecem, deixando o animal vivendo em suas galerias subterrâneas.

### Carne
William Buckland, conhecido por ter comido todo tipo carne de animal que conseguiu, descreveu o sabor da carne de toupeira como "vil".